# Constitution de l'Italie
Au cours de son histoire, l'Italie et les États desquels elle est issue ont connu diverses constitutions.

## Statut albertin (1848; Piémont-Sardaigne puis Royaume d'Italie)
Le Statut fondamental de la Monarchie de Savoie concédé le 4 mars 1848 est dit Statut albertin ou Statuto du nom du roi qui le promulgua, Charles-Albert de Savoie. Il fut adopté pour le royaume de Piémont-Sardaigne, succédant aux vieux États de Savoie le 4 mars 1848 et fut défini dans son Préambule autographe de Charles-Albert, « Loi fondamentale perpétuelle et irrévocable de la Monarchie » sarde.
Le 17 mars 1861, avec la création du royaume d'Italie, il devint la constitution de la nouvelle Italie unie jusqu'en 1946 quand, par décrets législatifs, fut adopté un régime constitutionnel transitoire jusqu'à la mise en œuvre de la constitution de la république italienne, le 1er janvier 1948.

## Constitution de la République italienne (1948)
La constitution italienne actuelle a été promulguée le 27 décembre 1947 et est entrée en vigueur le 1er janvier 1948. Le nom officiel est « Constitution de la République italienne » car elle fait suite au référendum du 2 juin 1946, au cours duquel les Italiens se sont prononcés entre le Royaume et la République et ont élu l'Assemblée constituante qui l'a rédigée et votée.